# Witzleben
Witzleben é um município da Alemanha localizado no distrito de Ilm-Kreis, estado da Turíngia.  Pertence ao Verwaltungsgemeinschaft de Riechheimer Berg.